# Lliga espanyola d'hoquei sobre patins masculina 1972-1973
La quarta edició de la Lliga espanyola d'hoquei patins masculina, denominada en el seu moment Divisió d'Honor, s'inicià l'1 d'octubre de 1972 i finalitzà el 8 d'abril de 1973.
Va aconseguir el títol el Reus Deportiu per quarta vegada consecutiva i van descendir directament el CN Reus Ploms i el FEMSA. El CH Mataró i l'Igualada HC van descendir en una promoció posterior.

## Participants
| - FC BARCELONA - REUS DEPORTIU - HC SENTMENAT - SFERIC TERRASSA - CH MATARÓ - CE ARENYS MUNT - IGUALADA HC | - CP VOLTREGÀ - CP VILANOVA - CN REUS PLOMS - CE VENDRELL - AA NOIA - FEMSA - CP CALAFELL |

## Llegenda
| Pts = Punts totals PJ = Partits jugats PG = Partits guanyats PE = Partits empatats PP = Partits perduts GF = Gols a favor |  | GC = Gols en contra DG = Diferència de gols (GF-GC) Ressaltat en verd = Equip campió de lliga. Ressaltat en blau = Equip que promociona per la permanència. Ressaltat en vermell = Equip descendent de categoria. |  |  |

## Fase Regular

### Classificació
| Pos | Equip             | Pts | PJ | PG | PE | PP | GF  | GC  | DG   |
| --- | ----------------- | --- | -- | -- | -- | -- | --- | --- | ---- |
| 1   | Reus Deportiu     | 45  | 26 | 21 | 3  | 2  | 194 | 86  | +108 |
| 2   | HC Sentmenat      | 41  | 26 | 20 | 1  | 5  | 134 | 75  | +59  |
| 3   | CE Arenys de Munt | 38  | 26 | 17 | 4  | 5  | 129 | 83  | +46  |
| 4   | CP Voltregà       | 33  | 26 | 15 | 3  | 8  | 134 | 86  | +48  |
| 5   | Cerdanyola CH     | 31  | 26 | 13 | 5  | 8  | 96  | 76  | +20  |
| 6   | FC Barcelona      | 30  | 26 | 14 | 2  | 10 | 128 | 97  | +31  |
| 7   | CE Vendrell       | 27  | 26 | 12 | 3  | 11 | 69  | 99  | -30  |
| 8   | AA Noia           | 22  | 26 | 9  | 4  | 13 | 77  | 104 | -27  |
| 9   | Sferic Terrassa   | 19  | 26 | 8  | 3  | 15 | 95  | 142 | -47  |
| 10  | CP Calafell       | 18  | 26 | 7  | 4  | 15 | 102 | 141 | -39  |
| 11  | CH Mataró         | 17  | 26 | 7  | 3  | 16 | 85  | 129 | -44  |
| 12  | Igualada HC       | 16  | 26 | 7  | 2  | 17 | 66  | 99  | -33  |
| 13  | CN Reus Ploms     | 14  | 26 | 7  | 0  | 19 | 91  | 132 | -41  |
| 14  | FEMSA             | 13  | 26 | 6  | 1  | 19 | 78  | 129 | -51  |

## Promoció

### Eliminatòria 1
|              |      |           |  |
| At. Montemar | 11-3 | CH Mataró |  |
|              |      |           |  |

|           |     |              |  |
| CH Mataró | 8-3 | At. Montemar |  |
|           |     |              |  |

### Eliminatòria 2
|           |     |             |  |
| CH Caldes | 4-2 | Igualada HC |  |
|           |     |             |  |

|             |     |           |  |
| Igualada HC | 5-4 | CH Caldes |  |
|             |     |           |  |